# Red Alarm
Red Alarm (レッドアラーム, Reddo Arāmu) é um jogo para o console portátil Virtual Boy. Ele foi lançado em Agosto de 1995 pela T&E Soft, sendo um dos quatro primeiros títulos disponíveis durante a época de lançamento do console. O jogo se passa 70 anos no futuro (a partir da data de lançamento do jogo), onde um computador chamado "KAOS" ameaça dominar o mundo e destruir a humanidade. A missão do jogador é entrar em KAOS usando um avião e destruir o computador.
O jogo se passa em um ambiente totalmente 3D, que usa de gráficos wireframe semelhantes aos usados em jogos como Battlezone, para arcades da Atari. O jogador possui controle extensivo sobre os movimentos do avião, usando de todos os botões disponíveis do gamepad do Virtual Boy. Red Alarm foi considerado um dos melhores títulos disponíveis para o Virtual Boy devido ao seu aproveitamento do controle e dos efeitos em 3D do console portáil, possuindo também uma taxa de frame um pouco mais suave quando comparada à de jogos como Star Fox, para SNES.